# Natação no Campeonato Mundial de Esportes Aquáticos de 2023 - 4x100 m medley masculino
A disputa na modalidade 4x100 metros medley masculino de Natação no Campeonato Mundial de Esportes Aquáticos de 2023 fora realizada no 30 de julho de 2023 na Marine Messe Fukuoka em Fukuoka, no Japão. Ao todo, 109 nadadores, divididos em equipes construídas de no mínimo, quatro nadadores e de 24 Comitês Olímpicos Nacionais estavam previstos para participarem do evento. Neste evento, a Equipe dos Estados Unidos fora vencedora estabelecendo o novo recorde do campeonato.

## Formato da competição
A competição consiste em duas rodadas: eliminatórias e final. As equipes com os 8 melhores tempos nas eliminatórias avançam a final. Desempates (swim-offs) são utilizados conforme necessário para quebrar os empates de avanço a próxima rodada.

## Calendário
Todos os horários estão na Hora legal japonesa (UTC+9).
| Data                | Horário | Fase          |
| ------------------- | ------- | ------------- |
| 29 de julho de 2023 | 10:30   | Eliminatórias |
| 30 de julho de 2023 | 20:00   | Final         |

## Recordes
Antes desta competição, os recordes mundiais e do campeonato nesta prova eram os seguintes:
| Tipo                  | Atleta         | Tempo     | Local  | Data                |
| --------------------- | -------------- | --------- | ------ | ------------------- |
|                       | Estados Unidos | 3m 26s 78 | Tóquio | 1 de agosto de 2021 |
| Recorde do campeonato | Estados Unidos | 3m 27s 28 | Roma   | 2 de agosto de 2009 |

O seguinte recorde do campeonato fora estabelecido durante este evento:
| Data        | Evento | CON            | Tempo   | Recorde               |
| ----------- | ------ | -------------- | ------- | --------------------- |
| 30 de julho | Final  | Estados Unidos | 3:27.20 | Recorde do campeonato |

## Medalhistas
| Ouro | Prata                                                                                             | Bronze |
| Estados Unidos · Ryan Murphy · Nic Fink · Dare Rose · Jack Alexy · Hunter Armstrong · Josh Matheny · Thomas Heilman · Matt King | China · Xu Jiayu · Qin Haiyang · Wang Changhao · Pan Zhanle · Yan Zibei · Sun Jiajun · Wang Haoyu | Austrália · Bradley Woodward · Zac Stubblety-Cook · Matthew Temple · Kyle Chalmers · Samuel Williamson · Kai Taylor |

## Resultados

### Eliminatórias
As eliminatórias foram realizadas no dia 30 de julho com início às 10:58.
| Pos. | Bateria | Raia | CON            | Nadadores | Tempo   | Notas            |
| ---- | ------- | ---- | -------------- | --- | ------- | ---------------- |
| 1    | 2       | 4    | Estados Unidos | Hunter Armstrong (52.45) Josh Matheny (59.12) Thomas Heilman (51.61) Matt King (47.33)                                    | 3:30.51 | Q                |
| 2    | 3       | 3    | França         | Mewen Tomac (53.40) Léon Marchand (59.57) Maxime Grousset (50.47) Hadrien Salvan (48.17)                                  | 3:31.61 | Q                |
| 3    | 2       | 5    | Austrália      | Bradley Woodward (53.64) Samuel Williamson (59.60) Matthew Temple (50.82) Kai Taylor (47.69)                              | 3:31.75 | Q                |
| 4    | 2       | 6    | China          | Xu Jiayu (53.16) Yan Zibei (59.04) Sun Jiajun (52.35) Wang Haoyu (47.34)                                                  | 3:31.89 | Q                |
| 5    | 2       | 3    | Alemanha       | Ole Braunschweig (53.96) Lucas Matzerath (58.87) Jan Eric Friese (51.29) Josha Salchow (47.99)                            | 3:32.11 | Q                |
| 5    | 2       | 7    | Canadá         | Javier Acevedo (54.35) James Dergousoff (1:00.10) Joshua Liendo (50.02) Ruslan Gaziev (47.64)                             | 3:32.11 | Q                |
| 7    | 2       | 2    | Japão          | Ryosuke Irie (54.00) Ippei Watanabe (59.58) Naoki Mizunuma (51.34) Katsuhiro Matsumoto (47.44)                            | 3:32.36 | Q                |
| 8    | 3       | 5    | Reino Unido    | Oliver Morgan (53.74) James Wilby (59.81) James Guy (51.36) Tom Dean (48.36)                                              | 3:33.27 | Q                |
| 9    | 3       | 4    | Itália         | Thomas Ceccon (53.67) Nicolò Martinenghi (59.65) Piero Codia (51.81) Manuel Frigo (48.41)                                 | 3:33.54 |                  |
| 10   | 2       | 1    | Coreia do Sul  | Lee Ju-ho (54.51) Choi Dong-yeol (59.45) Kim Young-beom (52.06) Hwang Sun-woo (48.23)                                     | 3:34.25 | Recorde nacional |
| 11   | 3       | 6    | Áustria        | Bernhard Reitshammer (54.72) Valentin Bayer (59.68) Simon Bucher (51.87) Heiko Gigler (48.31)                             | 3:34.58 |                  |
| 12   | 3       | 2    | Polónia        | Ksawery Masiuk (54.55) Dawid Wiekiera (1:00.53) Adrian Jaskiewicz (51.84) Kamil Sieradzki (47.74)                         | 3:34.66 |                  |
| 13   | 1       | 4    | Irlanda        | Conor Ferguson (54.14) Darragh Greene (1:00.03) Max McCusker (52.27) Shane Ryan (48.59)                                   | 3:35.03 |                  |
| 14   | 3       | 1    | Espanha        | Hugo González (53.64) Carles Coll (1:00.45) Mario Mollà (51.78) César Castro (49.26)                                      | 3:35.13 |                  |
| 15   | 1       | 5    | Suíça          | Roman Mityukov (54.47) Jérémy Desplanches (1:00.96) Noè Ponti (51.33) Antonio Djakovic (48.70)                            | 3:35.46 | Recorde nacional |
| 16   | 1       | 6    | Portugal       | João Costa (54.13) Gabriel Lopes (1:00.57) Diogo Ribeiro (51.76) Miguel Nascimento (49.17)                                | 3:35.63 | Recorde nacional |
| 17   | 2       | 9    | Israel         | Michael Laitarovsky (54.72) Ron Polonsky (1:00.36) Gal Cohen Groumi (51.80) Tomer Frankel (49.59)                         | 3:36.47 |                  |
| 18   | 1       | 3    | México         | Diego Camacho (56.03) Miguel de Lara (1:00.87) Jorge Iga (52.65) Andres Dupont (47.70)                                    | 3:37.25 | Recorde nacional |
| 19   | 2       | 0    | Suécia         | Björn Seeliger (56.38) Erik Persson (1:00.26) Oskar Hoff (53.96) Robin Hanson (48.97)                                     | 3:39.57 |                  |
| 20   | 3       | 8    | Grécia         | Apostolos Siskos (56.65) Arkadios Aspougalis (1:01.64) Andreas Vazaios (53.75) Kristian Gkolomeev (49.98)                 | 3:42.02 |                  |
| 21   | 3       | 9    | Tailândia      | Tonnam Kanteemool (58.20) Dulyawat Kaewsriyong (1:07.13) Navaphat Wongcharoen (54.90) Ratthawit Thammananthachote (52.30) | 3:52.53 |                  |
| 22   | 3       | 0    | Vietname       | Mai Trần Tuấn Anh (1:00.62) Phạm Thanh Bảo (1:04.92) Hồ Nguyễn Duy Khoa (58.64) Lương Jeremie Loic Nino (52.00)           | 3:56.18 |                  |
| 23   | 1       | 2    | Nova Zelândia  | Andrew Jeffcoat (54.37) Joshua Gilbert (1:00.91) Lewis Clareburt (52.47) Cameron Gray                                     | DSQ     | DSQ              |
| 23   | 3       | 7    | Brasil         | Guilherme Basseto (54.18) João Gomes Júnior (1:00.08) Kayky Mota Marcelo Chierighini                                      | DSQ     | DSQ              |
| 25   | 2       | 8    | Singapura      | DNS | DNS     | DNS              |

### Final
A final será realizada no dia 30 de julho às 21:19.
| Pos.              | Raia | Nadadores      | CON                                                                                               | Tempo   | Notas                 |
| ----------------- | ---- | -------------- | ------------------------------------------------------------------------------------------------- | ------- | --------------------- |
| Medalha de ouro   | 4    | Estados Unidos | Ryan Murphy (52.04) Nic Fink (58.03) Dare Rose (50.13) Jack Alexy (47.00)                         | 3:27.20 | Recorde do campeonato |
| Medalha de prata  | 6    | China          | Xu Jiayu (53.39) Qin Haiyang (57.43) Wang Changhao (51.56) Pan Zhanle (46.62)                     | 3:29.00 | Recorde asiático      |
| Medalha de bronze | 3    | Austrália      | Bradley Woodward (53.38) Zac Stubblety-Cook (59.25) Matthew Temple (50.10) Kyle Chalmers (46.89)  | 3:29.62 |                       |
| 4                 | 5    | França         | Yohann Ndoye-Brouard (53.21) Léon Marchand (59.00) Maxime Grousset (49.27) Hadrien Salvan (48.40) | 3:29.88 |                       |
| 5                 | 8    | Reino Unido    | Oliver Morgan (53.25) James Wilby (58.48) Jacob Peters (51.50) Matt Richards (46.93)              | 3:30.16 |                       |
| 6                 | 1    | Japão          | Ryosuke Irie (53.71) Ippei Watanabe (59.41) Naoki Mizunuma (51.26) Katsuhiro Matsumoto (48.20)    | 3:32.58 |                       |
| 7                 | 7    | Canadá         | Javier Acevedo (54.35) James Dergousoff (1:00.03) Joshua Liendo (50.66) Ruslan Gaziev (47.57)     | 3:32.61 |                       |
| 8                 | 2    | Alemanha       | Ole Braunschweig (54.16) Lucas Matzerath (58.70) Jan Eric Friese (52.16) Josha Salchow (47.89)    | 3:32.91 |                       |

Legenda
| Recorde mundial       | Recorde mundial (World record)               |                       | Recorde africano                      | Recorde africano (African) |                                           | Q | Classificado por posição (Qualified) |
| Recorde do campeonato | Recorde do campeonato (Championship record)  | Recorde da América    | Recorde da América (Americas)         | q                          | Classificado por melhor tempo (Qualified) |   |                                      |
| Melhor marca do ano   | Melhor marca do ano (World leading)          | Recorde asiático      | Recorde asiático (Asian)              | DNS                        | Não largou (Did not start)                |   |                                      |
| Recorde nacional      | Recorde nacional (National record)           | Recorde europeu       | Recorde europeu (European)            | DNF                        | Não terminou (Did not finish)             |   |                                      |
| Recorde pessoal       | Recorde pessoal do atleta (Personal best)    | Recorde da Oceania    | Recorde da Oceania (Oceania)          | DSQ / DQ                   | Desclassificado (Disqualified)            |   |                                      |
| Recorde da temporada  | Recorde da temporada do atleta (Season best) | Recorde sul-americano | Recorde sul-americano (South America) | NM                         | Sem marca (No mark)                       |   |                                      |